# Ženski svetovni rekord v teku na 1500 m
Ženski svetovni rekord v teku na 1500 m. Prvi uradno priznani rekord je leta 1967 postavila Anne Rosemary Smith s časom 4:17,3, aktualni rekord pa je 5. julija 2025 postavila Faith Kipyegon s časom 3:48,68. Mednarodna atletska zveza uradno priznava 17 rekordov.

## Razvoj rekorda
+ - čas iz teka na večjo razdaljo.
| Čas     | Avtom.  | Atletinja                  | Datum              | Prizorišče  | Vir   |
| ------- | ------- | -------------------------- | ------------------ | ----------- | ----- |
| 4:17,3+ |         | Anne Rosemary Smith (GBR)  | 3. junij 1967      | Chiswick    | [ 1 ] |
| 4:15,6  |         | Maria Gommers (NED)        | 13. oktober 1967   | Sittard     | [ 1 ] |
| 4:12,4  |         | Paola Pigni (ITA)          | 2. julij 1969      | Milano      | [ 1 ] |
| 4:10,7  | 4:10,77 | Jaroslava Jehličková (CZE) | 20. september 1969 | Atene       | [ 1 ] |
| 4:09,6  | 4:09,62 | Karin Burneleit (GDR)      | 15. avgust 1971    | Helsinki    | [ 1 ] |
| 4:06,9  |         | Ljudmila Bragina (URS)     | 18. julij 1972     | Moskva      | [ 1 ] |
| 4:06,5  | 4:06,47 | Ljudmila Bragina (URS)     | 4. september 1972  | München     | [ 1 ] |
| 4:05,1  | 4:05,07 | Ljudmila Bragina (URS)     | 7. september 1972  | München     | [ 1 ] |
| 4:01,4  | 4:01,38 | Ljudmila Bragina (URS)     | 9. september 1972  | München     | [ 1 ] |
| 3:56,0  |         | Tatjana Kazankina (URS)    | 28. junij 1976     | Podolsk     | [ 1 ] |
| 3:55,0  |         | Tatjana Kazankina (URS)    | 6. julij 1980      | Moskva      | [ 1 ] |
| 3:52,47 |         | Tatjana Kazankina (URS)    | 3. avgust 1980     | Zurich      | [ 1 ] |
| 3:50,46 |         | Ču Junšia (CHN)            | 11. september 1993 | Peking      | [ 1 ] |
| 3:50,07 |         | Genzebe Dibaba (ETH)       | 17. julij 2015     | Monte Carlo | [ 2 ] |
| 3:49,11 |         | Faith Kipyegon (KEN)       | 2. junij 2023      | Firence     | [ 3 ] |
| 3:49,04 |         | Faith Kipyegon (KEN)       | 7. julij 2024      | Pariz       | [ 4 ] |
| 3:48,68 |         | Faith Kipyegon (KEN)       | 5. julij 2025      | Eugene      | [ 5 ] |